# Neocallichirus nickellae
Neocallichirus nickellae is een tienpotigensoort uit de familie van de Callianassidae. De wetenschappelijke naam van de soort is voor het eerst geldig gepubliceerd in 1993 door Manning.